# Ella Hrbáňová
Ella Hrbáňová oder auch Ela Hrbáňová  (* 11. Februar 2004 in Žilina) ist eine slowakische Skirennfahrerin. 

## Karriere
Nachdem sie bereits mehrere FIS-Rennen bestritten hatte und ihr Debüt im Europacup, wo sie am 2. Februar 2021 im slowenischen Skigebiet Krvavec bei einem Riesenslalom an den Start ging und im ersten Durchgang ausschied, gab, wurde sie vom Slovenský olympijský a športový výbor für das in das Jahr 2022 verschobene Europäisches Olympisches Winter-Jugendfestival 2021 nominiert. Im finnischen Vuokatti ging sie dabei am 22. März 2022 im Slalom an den Start und belegte den 20. Platz. In der darauffolgenden Saison ging sie bei Juniorenweltmeisterschaften 2023 in der österreichischen Gemeinde St. Anton am Arlberg an den Start und schied im Slalom im zweiten Lauf aus. Wenige Monate später gewann sie bei den slowakischen Meisterschaften in Štrbské Pleso im Slalom den slowakischen Meistertitel.